# Windows Server 2012 R2
Windows Server 2012 R2 es una versión del sistema operativo de servidor Windows Server de Microsoft, como parte de la familia de sistemas operativos Windows NT. Fue presentado el 3 de junio de 2013 en TechEd North America, y lanzado el 18 de octubre de 2013.
En abril de 2014 se lanzó una nueva actualización, formalmente designada Actualización de Windows Server 2012 R2. Es un conjunto acumulativo de actualizaciones críticas, de seguridad y de otro tipo. Windows Server 2012 R2 está basado en Windows 8.1,  y solo se ejecuta en procesadores x86-64 (64 bits).
Windows Server 2012 R2 fue reemplazado por Windows Server 2016, la versión de servidor de Windows basada en Windows 10.

## Características
Las siguientes características se introducen en Windows Server 2012 R2:
- Clasificación automatizada: los espacios de almacenamiento almacenan los archivos a los que se accede con mayor frecuencia en los medios físicos más rápidos[5]
- Deduplicación de datos para VHD: reduce el espacio de almacenamiento para archivos VHD con contenido muy similar al almacenar el contenido similar solo una vez[5]
- Windows PowerShell v4, que ahora incluye una función de configuración de estado deseado (DSC)
- Soporte integrado de Office 365 (edición Essentials)
- Cambios en la interfaz de usuario que reflejan Windows 8.1, incluido el botón Inicio visible.[6]
- Máquinas virtuales basadas en UEFI
- Actualizaciones de emuladores de controladores a controladores de hardware sintéticos para minimizar el soporte heredado
- Implementación de VM más rápida (aproximadamente la mitad del tiempo)[7]
- Internet Information Services 8.5: Soporte para el registro de seguimiento de eventos para Windows (ETW) y la capacidad de registrar cualquier encabezado de solicitud/respuesta. Para mejorar la escalabilidad, si IIS está configurado con 100 o más sitios web, por defecto no iniciará ninguno de ellos automáticamente. Junto a esto, se ha agregado una nueva opción de configuración "Idle Worker Process Page-Out" a los grupos de aplicaciones para indicarle a Windows que cancele la página del proceso si ha estado inactivo durante el período de inactividad (por defecto, 20 minutos).[8]
- Server Message Block: mejoras en la calidad del registro de eventos y rendimiento, compatibilidad con Hyper-V Live Migration sobre SMB, administración de priorización de ancho de banda y la capacidad de eliminar la compatibilidad con SMB 1.0[9]
- Servicios de implementación de Windows (WDS): soporte para administrar WDS a través de PowerShell.[10]
- Windows Defender está disponible en una instalación Server Core y está instalado y habilitado de forma predeterminada.[11][cita requerida]
- Administración de direcciones IP (IPAM): extendida para admitir el control de acceso basado en roles , lo que permite un control detallado sobre qué usuarios pueden ver o cambiar configuraciones para reservas DHCP, alcances, bloques de direcciones IP, registros de recursos DNS, etc. Además, IPAM puede integre con System Center Virtual Machine Manager 2012 R2 para tener una política de IP coordinada en los entornos físicos y virtuales. La base de datos -IPAM se puede almacenar en una instancia de SQL Server en lugar de Windows Internal Database.[12]
- La Directiva de Grupo tiene una nueva configuración de "directiva de caché" que permite que las máquinas unidas a un dominio almacenen una copia de la configuración de la política de grupo en la máquina cliente y, según la velocidad de acceso al controlador de dominio, utilizarlas en el momento del inicio en lugar de esperar para descargar la configuración de la política. Esto puede mejorar los tiempos de inicio en máquinas que están desconectadas de la red de la empresa.[13] Se han agregado nuevas configuraciones de directiva de grupo para cubrir nuevas funciones en Windows 8.1 e Internet Explorer 11, como habilitar/deshabilitar la compatibilidad con SPDY/3, configurar diseños de pantalla de inicio y detectar números de teléfono en páginas web.[14]
- La compatibilidad con TLS se amplía para admitir RFC 5077, "Reanudación de la sesión de TLS sin el estado del lado servidor", que mejora el rendimiento de las conexiones protegidas por TLS de larga ejecución que necesitan reconectarse debido a la expiración de la sesión.
- El rol de Hyper-V y la consola de administración de Hyper-V se agregan a la edición Essentials.[15]
- Windows Server Update Services se puso a disposición para la edición Windows Server 2012 R2 Essentials.[16]
- ReFS ganó soporte para flujos de datos alternativos y corrección automática de errores en espacios de paridad.[17]

## Ediciones
Según la hoja de datos de Windows Server 2012 R2 publicada el 31 de mayo de 2013, existen cuatro ediciones de este sistema operativo: Foundation, Essentials, Standard y Datacenter. Al igual que con Windows Server 2012, las ediciones Datacenter y Standard tienen características idénticas, y varían solo en función de las licencias (en particular, las licencias de instancias virtuales). La edición Essentials tiene las mismas características que los productos Datacenter y Standard, con algunas restricciones.

## Lectura adicional
- Mackie, Kurt (20 de junio de 2013). «Microsoft Profiles Hyper-V Improvements in Windows Server 2012 R2». Redmondmag.com. Consultado el 20 de septiembre de 2013.
- «Best of TechEd 2013 – What’s New in Hyper-V in Windows Server 2012 R2 - IT Pros ROCK! at Microsoft - Site Home - TechNet Blogs». TechNet Blogs. 10 de junio de 2013. Consultado el 20 de septiembre de 2013.
- «Top Windows Server 2012 R2 Hyper-V Virtualization Features». Petri.co.il. 3 de junio de 2013. Archivado desde el original el 22 de febrero de 2014. Consultado el 20 de septiembre de 2013.
- Savill, John (3 de junio de 2013). «New Features Windows Server 2012 R2 | Windows Server 2012 content from». Windows IT Pro. Consultado el 20 de septiembre de 2013.
- Thurrott, Paul (7 de junio de 2013). «Windows Server 2012 Essentials R2 Preview | Windows Server 2012 content from Paul Thurrott's SuperSite for Windows». Winsupersite.com. Consultado el 20 de septiembre de 2013.
- «Microsoft Announces Windows Server 2012 R2 at TechEd 2013 North America - Canadian IT Professionals - Site Home - TechNet Blogs». TechNet Blogs. 3 de junio de 2013. Consultado el 20 de septiembre de 2013.

| Predecesor: Windows Server 2012 2012 | Sistema operativo para servidores, parte de la familia Microsoft Windows 2013 | Sucesor: Windows Server 2016 2016 |

- Datos: Q15222398
- Multimedia: Windows Server 2012 R2 / Q15222398